# Sópatro
Sópatro (griego: Σωπατρος) fue un general de Filipo V de Macedonia, enviado a Cartago al mando de una falange de 4000 hombres y recursos materiales. Se desconoce por qué fue enviado a África y no a Italia, aunque se contempla la opción de que fuera destinado a la guarnición de Cartago, aliada de Macedonia durante la segunda guerra púnica.
Combatió en segunda línea a las órdenes de Aníbal durante la Batalla de Zama, tras la cual fue capturado junto a sus hombres. Conocidas estas noticias, Filipo envió embajadores a Roma para solicitar su liberación.